# Kristoffur Jakobsen
Kristoffur Jakobsen (ur. 7 listopada 1988 roku na Wyspach Owczych) – farerski piłkarz, występujący w roli pomocnika lub napastnika w klubie EB/Streymur.

## Kariera klubowa
Kristoffur Jakobsen rozpoczął swą karierę piłkarską w ówcześnie pierwszoligowym klubie KÍ Klaksvík. Swój pierwszy mecz zagrał 20 marca 2005, kiedy jego klub zremisował 0-0 mecz drugiej kolejki Pucharu Wysp Owczych przeciwko Fram Tórshavn. Pierwszy gol jego autorstwa padł w 73. minucie pierwszoligowego spotkania przeciwko TB Tvøroyri, 22 maja 2005. Podczas tego sezonu Jakobsen wystąpił w barwach KÍ dwadzieścia siedem razy i zdobył cztery bramki. Pośród tych meczów było jedno spotkanie trzecioligowe (KÍ Klaksvík II), kiedy to jego zespół wygrał z NSÍ Runavík II 9-0 (dwie bramki zdobył Jakobsen).
Podczas kolejnego sezonu Jakobsen zagrał w dwudziestu ośmiu spotkaniach, z czego w jednym drugoligowym, czterech pucharowych i dwudziestu trzech pierwszoligowych i strzelił dwie bramki. Zawodnik ten został też wtedy ukarany swoją pierwszą żółtą kartką 27 maja 2006, w 90. meczu przeciwko B36 Tórshavn. Jego klub zajął wówczas czwartą pozycję w tabeli, dotarł też do finału Pucharu Wysp Owczych, w którym zagrał także Jakobsen.
Kolejny sezon Kristoffur Jakobsen również rozegrał w KÍ Klaksvík. Pośród dwudziestu dziewięciu spotkań, w których wystąpił znalazło się jedno pucharowe i jedno drugoligowe. Wszystkie pozostałe były meczami Formuladeildin (2007), gdzie jego klub zajął siódme miejsce w tabeli. Jakobsen zdobył wtedy trzy gole (wszystkie ligowe) i został ukarany czterema żółtymi kartkami.
Podczas sezonu w 2008 roku klub KÍ Klaksvík znalazł się na ósmej pozycji w lidze. Jakobsen rozegrał trzydzieści dwa spotkania, z czego trzy w drugiej lidze i dwa w Pucharze. Podczas nich zdobył cztery gole (dwa w Pucharze), ukarano go też dwiema żółtymi kartkami.
Sezon 2009 był pierwszym w historii tego klubu, podczas którego został zdegradowany do drugiej ligi, zajmując dziewiąte miejsce w tabeli. Jakobsen zdobył wtedy 6 bramek dla swojego klubu, czyli najwięcej spośród wszystkich jego zawodników. W sezonie tym Jakobsen został też ukarany pierwszą czerwoną kartką w meczu przeciwko HB Tórshavn 27 września 2009. W przeciągu całego sezonu zagrał w dwudziestu sześciu spotkaniach i poza czerwoną, zdobył jeszcze jedną żółtą kartkę.
Po tym sezonie Jakobsen zdecydował się odejść ze swego pierwszego klubu i przenieść się do pozostającego w pierwszej lidze EB/Streymur, gdzie, jak dotąd, zagrał we wszystkich pięciu meczach ligowych i pucharowych, strzelił jedną bramkę i został ukarany jedną żółtą kartką.